# Yoshi’s Island DS
Yoshi’s Island DS, später in Japan unter dem Titel Yoshi Island DS (jap. ヨッシー アイランド DS, Yosshī Airando Dī Esu) erschienen, ist ein Jump-’n’-Run-Videospiel, entwickelt von Artoon für den Nintendo DS und veröffentlicht von Nintendo. Das Spiel wurde in Nordamerika und in Australien im November 2006, in Europa im Dezember 2006 und schlussendlich in Japan im März 2007 veröffentlicht. Yoshi’s Island DS stellt die Fortsetzung zum im Jahre 1995 erschienenen SNES-Videospiel Super Mario World 2: Yoshi’s Island dar. Das Spiel erhielt mit 83 %, vergeben von Kritik-Aggregator Metacritic positive Kritiken. Das Spiel sollte bis zwei Wochen vor der Veröffentlichung Yoshi’s Island 2 heißen.

## Spielprinzip
Die Geschichte fokussiert sich auf den Yoshi-Klan, während sie versuchen, von Kamek gekidnappte Neugeborene zu retten. Yoshi’s Island DS ziert dasselbe grafische Design wie Yoshi Touch & Go, bewahrt allerdings dasselbe Spielprinzip, wie sein Vorgänger, wobei Super Mario World 2: Yoshi’s Island nur Baby Mario präsentierte, beinhaltet die Fortsetzung nun auch Baby Peach, Baby Donkey Kong, Baby Wario sowie Baby Bowser. Jedes Baby stattet Yoshi mit einer speziellen Fähigkeit aus. Das Ziel des Spieles ist, sich mit ebendiesen Fähigkeiten durch die verschiedenen Welten hindurchzukämpfen.

## Rezeption
Als Kritikpunkt taucht der Balken oder der verdeckte Spielraum zwischen den beiden Bildschirmen des Nintendo DS auf. So meinten die Rezensenten von GameSpy, es wäre „eine Folter“ und eine „massive Frustration“, von einem Gegner in diesem blinden Zwischenraum getroffen zu werden. Ein weiterer Kritikpunkt ist der Charakter Baby Wario, dessen Fähigkeit, bestimmte Gegenstände magnetisch anziehen zu können, von IGN als „unzuverlässig“ bezeichnet wird, da der Charakter wohl Items verfehlt, die genau neben ihm positioniert sind.

## Verkaufszahlen
Das Spiel verkaufte sich über 300.000 Mal allein in der ersten Woche nach Veröffentlichung in Japan. Bis zum 31. März 2008 verkaufte sich das Spiel weltweit rund 2,91 Millionen Mal.

## Fortsetzung
Am 14. März 2014 veröffentlichte Nintendo eine Fortsetzung mit dem Namen Yoshi’s New Island, die für den Nintendo 3DS erschienen ist. Neben der Veröffentlichung des Spiels erschien außerdem ein Nintendo 3DS im Yoshi-Stil.